# Mwaki
Singles par Zerb (en)
Use Somebody
(2023) Addicted
(2024)
Singles par Sofiya Nzau (en)
Saufiya
(2023) Just Another Woman
(2023)
Mwaki est une chanson du disc jockey et producteur de musique brésilien Zerb (en), issue de son troisième extended play, Surrender. Elle est interprétée par la chanteuse kenyane Sofiya Nzau (en) en kikuyu, une langue parlée par le peuple kikuyu au Kenya. Elle est sortie en single le 10 novembre 2023 sur le label indépendant Th3rd Brain. Un mois plus tard, elle devient virale sur le service de partage de vidéos TikTok.

## Développement
Le producteur de musique brésilien Zerb (en) découvre la voix de Sofiya Nzau (en) sur la plateforme Slice où les artistent téléchargent leurs musiques, avant de la contacter pour lui proposer une collaboration,.

## Description
Mwaki est une chanson de genre house progressive écrite dans la tonalité de sol mineur avec un tempo de 120 battements par minute. Le titre Mwaki se traduit par « feu » dans la langue kikuyu. Sofiya Nzau (en) explique que la chanson parle d'« une femme qui est amoureuse d'un homme que ses parents n'approuvent pas, mais elle est prête à se battre pour lui et à le couvrir. Juste pour pouvoir être avec lui. Juste pour qu'elle puisse faire l'expérience de l'amour ».

## Vidéoclip
Le clip est réalisé par le réalisateur indien Mikhail Mehran et filmé dans le parc national de Hell's Gate au Kenya. Zerb et Sofiya Nzau apparaissent dans le clip avec un groupe de danseurs kenyans. La vidéo est sortie le 29 janvier 2024,.

## Accueil critique
Dès sa sortie en novembre 2023, Mwaki fait sensation dans le monde de la danse et auprès de la communauté musicale locale et internationale. Des parallèles sont même faits avec la musique sud-africaine Jerusalema sortie 3 ans plus tôt. Elle devient virale sur TikTok, déclenchant des discussions sur l'émergence potentielle d'une « house kikuyu »,,.
Elle est la première musique kenyane à dépasser les 8 millions de streams sur Spotify,. Elle atteint la 4e place du classement Afro House Top 100 de Beatport et la 1re place du Global Viral Chart de Spotify avec plus de 100 000 vidéos créées par les fans sur les réseaux sociaux,.
Le succès de Mwaki est en partie attribué à l'union de la voix puissante et douce de la Kenyane Sofiya Nzau d'une part et des influences brésiliennes de Zerb d'autre part, ainsi qu'au soutien des plateformes de streaming telles que Spotify, Boomplay et Mdundo.

## Liste des éditions
- Téléchargement et streaming
  1. Mwaki – 3:28
  2. Mwaki (sped up) – 2:58
  3. Mwaki (slowed) – 4:09

- Téléchargement et streaming : mix VIP de Tiësto
  1. Mwaki (Tiësto's VIP mix) – 2:40
  2. Mwaki – 3:28

- Téléchargement et streaming : remix de Major Lazer
  1. Mwaki (Major Lazer remix) – 3:15
  2. Mwaki (Tiësto's VIP mix) – 2:40
  3. Mwaki – 3:28

- Téléchargement et streaming : refreshed
  1. Mwaki – 3:28
  2. Mwaki (Tiësto's VIP mix) – 2:40
  3. Mwaki (Major Lazer remix) – 3:15
  4. Mwaki (Chris Avantgarde and Kevin de Vries remix) – 4:11
  5. Mwaki (Tyler ICU remix) – 4:02
  6. Mwaki (Duke Dumont and Kiko Franco remix) – 2:33
  7. Mwaki (ATB Anthem remix) – 3:18
  8. Mwaki (Major League Djz remix) – 5:31
  9. Mwaki (&friends remix) – 3:54
  10. Mwaki (Timmy Trumpet remix) – 2:57
  11. Mwaki (Mia Moretti remix) – 3:33
  12. Mwaki (Franky Wah remix) – 3:37
  13. Mwaki (Sunnery James & Ryan Marciano remix) – 2:12
  14. Mwaki (KVSH and Dynamick remix) – 2:42
  15. Mwaki (Skytech remix) – 2:47
  16. Mwaki (Robin Tordjman remix) – 3:32
  17. Mwaki (Kordhell remix) – 1:45
  18. Mwaki (sped up) – 2:58
  19. Mwaki (slowed) – 4:09